# Nils Johnsen
Pour les articles homonymes, voir Johnsen.
Nils Johnsen, né le 4 juin 1838 à Balsfjord et mort le 23 janvier 1913, est un navigateur norvégien. 

## Biographie
Il commence ses premiers voyage en Arctique en 1857 sur le brick Jan Mayen de Tromsø. Durant deux années il sert ainsi comme harponneur avec Søren Zakariassen. Puis en compagnie de Ludvig Mack, il entre sur le Lydianna qu'il rachète. 
Capitaine du Lydianna, il est surtout connu pour avoir atteint en 1872 Bjørnøya au Svalbard. Il explore Kongsøya dont il nomme le cap Tordenkiold et escalade le sommet. Ce sommet porte désormais son nom : Johnsenberget,.
En 1880, il fait naufrage avec le Lydianna et a ensuite acquis un autre navire du même nom qu'il dirige jusqu'à ce qu'il fasse de nouveau naufrage au Russeøyene (Storfjorden). La même année, il a avec lui deux scientifiques allemands, Kuckenthal et Walter, et reçoit une récompense pour ce voyage. Johnsen a ensuite construit un nouveau yacht nommé Berntine au chantier naval de Tromsø et a voyagé avec ce navire jusqu'à ce qu'il le vende à Vardø en 1905.